# Врх (Крк)
45°02′ пн. ш. 14°32′ сх. д. / 45.04° пн. ш. 14.53° сх. д.
Врх (хорв. Vrh) — населений пункт у Хорватії, у Приморсько-Горанській жупанії у складі міста Крк.

## Населення
Населення за даними перепису 2011 року становило 846 осіб.
Динаміка чисельності населення поселення:

## Клімат
Середня річна температура становить 14,11 °C, середня максимальна – 26,88 °C, а середня мінімальна – 2,07 °C. Середня річна кількість опадів – 1175 мм.
| Клімат поселення                              | Клімат поселення | Клімат поселення | Клімат поселення | Клімат поселення | Клімат поселення | Клімат поселення | Клімат поселення | Клімат поселення | Клімат поселення | Клімат поселення | Клімат поселення | Клімат поселення | Клімат поселення |
| Показник                                      | Січ.             | Лют.             | Бер.             | Квіт.            | Трав.            | Черв.            | Лип.             | Серп.            | Вер.             | Жовт.            | Лист.            | Груд.            |                  |
| Середній максимум, °C                         | 9,59             | 9,86             | 12,61            | 15,89            | 20,91            | 25,11            | 26,88            | 26,47            | 22,23            | 17,81            | 13,01            | 10,19            |                  |
| Середня температура, °C                       | 5,83             | 6,11             | 8,84             | 12,13            | 17,15            | 21,36            | 23,76            | 23,36            | 19,10            | 14,69            | 9,89             | 7,04             |                  |
| Середній мінімум, °C                          | 2,07             | 2,37             | 5,10             | 8,38             | 13,40            | 17,61            | 20,63            | 20,22            | 15,98            | 11,56            | 6,75             | 3,92             |                  |
| Норма опадів, мм                              | 99               | 79               | 80               | 82               | 77               | 85               | 48               | 72               | 128              | 152              | 152              | 121              |                  |
| Середньомісячна швидкість вітру, м/с          | 2.96             | 3.15             | 3.16             | 2.97             | 2.68             | 2.56             | 2.56             | 2.56             | 2.67             | 2.95             | 3.26             | 3.25             |                  |
| Середньомісячна сонячна радіація, кДж/м²·день | 4525             | 7291             | 10702            | 15279            | 19730            | 21476            | 22784            | 19800            | 14389            | 9305             | 4942             | 3838             |                  |
| --------------------------------------------- | ---------------- | ---------------- | ---------------- | ---------------- | ---------------- | ---------------- | ---------------- | ---------------- | ---------------- | ---------------- | ---------------- | ---------------- | ---------------- |
| Джерело:                                      |                  |                  |                  |                  |                  |                  |                  |                  |                  |                  |                  |                  |                  |